# هیلدگارد ۸۹۸

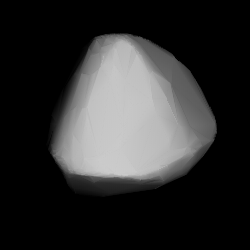
مدل سه‌بُعدی سیارک هیلدگارد ۸۹۸ طبق منحنی نور آن

سیارک ۸۹۸ (به انگلیسی: 898 Hildegard، نامگذاری:1918EA) هشتصد و نود و هشتمین سیارک کشف شده‌است که در ۳ اوت ۱۹۱۸ و در هایدلبرگ کشف شد.
قدر مطلق سیارک برابر ۱۲٫۰۰ است.